# Ebiten: Kouritsu Ebi Sugawa Koukou Tenmonbu
Ebiten: Kōritsu Ebisugawa Kōkō Tenmonbu (яп. えびてん 公立海老栖川高校天悶 Эбитэн Ко:рицу Эбисугава ко:ко: тэммон-бу) — манга, автором которой является Кира Инугами и SCA-ji. Выпускалась компанией Kadokawa Shoten в журнале Comp Ace с 2008 года. Последний том вышел 14 июля 2012 года.
На основе сюжета манги студией AIC был выпущен ONA-сериал, состоящий из 10 серий, который выкладывался на японском сайте niconico с 14 июля 2012 года по 15 сентября 2012 года. В декабре 2012 года вместе с четвёртым томом манги была выпущена OVA.
Каждая серия является аниме является пародией на известные аниме-сериалы.

## Сюжет
Ицуки Ноя — новый ученик старшей школы «Эбисугава». Он обожает астрономию и решает сразу вступить в астрономический кружок (яп. 天文部 тэммон-бу), но по ошибке попадает в «астрономический» кружок девушек отаку-фудзёси, которые помешаны на яой-манге и аниме. Сам же кружок находится в подвале.

## Список персонажей
Ицуки Ноя (яп. 野矢 一樹 Ноя Ицуки)
Сэйю: Мария Исэ
Главный герой. Скромный мальчик, переодевающийся в девочку и носящий одежду на размеры больше. Попал в кружок любительниц яой-манги по ошибке.
Кёко Тодаяма (яп. 戸田山 響子 Тодаяма Кё:ко)
Сэйю: Кана Асуми
Глава астрономического кружка. У неё тяжёлый и вредный характер. Любит благовония, конфетти а также издеваться над Канамори.
Идзумико Тодаяма (яп. 戸田山 泉子 Тодаяма Тдзумико)
Сэйю: Иори Нумидзу
Младшая сестра Кёко и личная горничная Ицуки, которая относится к нему как к игрушке, заставляя называть её Элизабет Маргарет. Не желая расставаться с Ицуки и Кёко, вступает в тот же кружок, что и они.
Хаката Канамори (яп. 金森 羽片 Канамори Хаката)
Сэйю: Асука Ниси
Особенно помешана на яой-манге. Подвергается постоянным сексуальным домогательствам со стороны Кёко. Всегда покупает 3 экземпляра яой-манги: первый для чтения, второй для коллекции и третий для демонстрации другим участникам кружка.
Рикэй Хиромацу (яп. 廣松 理圭 Хиромацу Рикэй)
Сэйю: Рисако Мураи
Самая тихая и спокойная из всех девушек в кружке. Обожает кошек и гадание на картах Таро.
Хасуми Оба (яп. 大庭 蓮實 Ооба Харуми)
Сэйю: Сатоми Сато
Она является замглавы кружка, часто беседует с Юкой и внешне похожа на невинную и милую девушку, но на самом деле внушает ужас.
Юка Исэда (яп. 伊勢田 結花 Исэда Юка)
Сэйю: Мидори Цукимия
Председатель школьного совета школы. Раньше была главой астрономического кружка, но ушла оттуда по неизвестной причине и сейчас терпеть его не может, пытаясь закрыть его. Питает любовные чувства к Хасуми и боится кошек.
Сёко Омори (яп. 大森 荘子 Оомори Сё:ко)
Сэйю: Каори Надзука
Куратор кружка, но пытается избежать своей ответственности и убежать от суровой реальности, убеждая всех, что настоящий куратор — кошка.
Эйдзи (яп. エイジ)
Сэйю: Кадзухико Иноуэ
Старший брат Ицуки и парень Сёко.

## Список серий аниме
| #  | Название | Дата выхода         |
| -- | --- | ------------------- |
| 01 | Be Reborn! The Astronomical Legend «Ёмигаэрэ! Тэммон дэнсэцу» (よみがえれ! 天悶伝説) | 14 июля 2012 г.     |
| 02 | Crybaby Hakata's Stunning Transformation «Накимуси Хаката но карэйнару хэнсин» (泣き虫はかたの華麗なる変身) | 21 июля 2012 г.     |
| 03 | From Confetti Candy With Love «Компэйто: ёри ай о комэтэ» (金平糖より愛をこめて) | 28 июля 2012 г.     |
| 04 | Kokuin 2012 «Кукоин 2012» (刻印2012) | 4 августа 2012 г.   |
| 05 | This is the Miracle of the Astronomical Club! The Maid is Alightened! «Коко га кисэки но тэммон-бу! Мэйдо га майорита!» (ここが奇跡の天悶部！ メイドが舞い降りた！)                                                                     | 11 августа 2012 г.  |
| 06 | Aim for the Stars! The Girl Who Dreams of Love «Хоси о нэраэ! Ай о юмэмиру сё:дзё» (ホシを狙え！ 愛を夢見る少女) | 18 августа 2012 г.  |
| 07 | Viva-ten «Биба-Тэн» (ビバ天) | 25 августа 2012 г.  |
| 08 | TTR Astronomical Club Special Investigation Team: Astronomical Special Endless Herbs (Pheremone) «TTR тэммон-бу токусо: тё:сахан тэммон супэсяру хатэсинаки фэромон» (TTR 天悶部特捜調査班 天悶スペシャル 果てしなき香草（フェロモン）) | 1 сентября 2012 г.  |
| 09 | The Astronomical Club's Great Victory! Face Tomorrow, Ready Go!! «Тэммон-бу дай сё:ри! Асита ни мукаттэ рэди: го:!» (天悶部大勝利！明日に向かってレディーゴー!!)                                                                        | 8 сентября 2012 г.  |
| 10 | Beautiful Dreamers «Бю:ти:фуру дори:ма:дзу» (ビューティフルドリーマーズ) | 15 сентября 2012 г. |